# Податкова відповідальність
Податкова відповідальність — вид юридичної відповідальності, що настає за порушення встановлених державою норм податкового законодавства, зокрема несплату податків. Найчастіше реалізується у покладенні на винну особу обов'язку сплати додаткових грошових коштів на користь держави — штрафу чи пені (фінансові санкції).
Залежно від особливостей правової системи одне і теж діяння може визнаватися як протиправне і таке, що тягне податкову або кримінальну відповідальність, так і бути правомірним (податкова оптимізація).

## Визначення з Податкового кодексу України
Податкова відповідальність визначена у ч.2 ст. 111 Податкового кодексу України у вигляді фінансових санкцій (штрафів) та/або пені.
Штраф (фінансова санкція, штрафна санкція) — плата у вигляді фіксованої суми та/або відсотків, яка справляється з платника податку у зв'язку з порушенням ним вимог податкового законодавства (а також іншого законодавства), контроль за дотриманням яких покладено на контролюючі органи, за правопорушення у сфері зовнішньоекономічної діяльності.
Пеня — сума коштів у вигляді відсотків, нарахованих на суми грошових зобов'язань, не сплачених у встановлені законодавством терміни.
Слід зазначити, що аналогічні норми містяться в законодавстві інших країн, наприклад, у статтях 114 (штрафи як грошові стягнення, які є мірою юридичної відповідальності за податкові правопорушення), 75 (пеня) Податкового кодексу Російської Федерації; глава 1, підглава А, частина перша, 1.162 — 21 26 розділу Кодексу Сполучених Штатів Америки («Штрафи і стягнення»), 68 глава Internal Revenue Code США; у статтях частини дев'ятої закону Нової Зеландії «Tax Administration Act 1994», яка повністю присвячена стягненням і штрафним санкціям (наприклад, фінансова відповідальність за статтею 139A за невчасно подану декларацію відповідно до податкового законодавства) тощо.

## Фінансові санкції за податкові правопорушення
- Порушення порядку взяття на облік в органах державної податкової служби — штраф 340 гривень (щодо самозайнятих осіб)/1020 гривень (щодо юридичних осіб); сума штрафу збільшується вдвічі за повторне правопорушення або в разі відсутності усунення правопорушення.
- Порушення строку та порядку подання інформації про відкриття/закриття банківських рахунків, електронних гаманців — штраф 680 гривень за кожний випадок; здійснення видаткових операцій за рахунком платника податків до отримання від державної податкової служби повідомлення про взяття рахунку на облік — штраф у розмірі 10 % суми всіх операцій, здійснених банком чи іншою фінансовою установою з таким рахунком, але не менше 1700 гривень.
- Порушення порядку подання інформації про фізичних осіб — платників податків — штраф 1020 гривень; за повторне порушення — 2040 гривень. Неналежне оформлення документів (без зазначення реєстраційного номера облікової картки платника податків) — штраф 340 гривень.
- Неподання або несвоєчасне подання податкової звітності; невиконання вимог щодо внесення змін до податкової звітності — штраф 340 гривень; за повторне порушення — штраф 1020 гривень.
- Порушення встановлених законодавством строків зберігання певних документів — штраф 1020 гривень, за повторне порушення — 2040 гривень.
- Порушення правил застосування спрощеної системи оподаткування фізичною особою — підприємцем — штраф у розмірі 50 % ставки єдиного податку.
- Відчуження майна, яке перебуває у податковій заставі — штраф у розмірі вартості відчуженого майна.
- Порушення правил сплати (перерахування) грошового зобов'язання — при затримці до 30 календарних днів 5 % від погашеної суми податкового боргу; при затримці понад 30 днів — 10 %.

Крім зазначених, існує ще ряд податкових правопорушень, наслідком яких є стягнення штрафу.

## Пеня
Пеня нараховується після закінчення встановлених Податковим кодексом строків погашення узгодженого грошового зобов'язання. Початок нарахування пені та закінчення визначаються положеннями Податкового кодексу (129 стаття). Пеня нараховується на суму податкового боргу (включаючи суму штрафних санкцій) із розрахунку 120 відсотків річних облікової ставки Національного банку України (день, станом на який вираховується облікова ставка, залежить від підстав, які визначають порядок нарахування пені). Зазначений розмір пені стосується всіх податків, зборів та інших грошових зобов'язань, крім пені, яка нараховується за порушення строку розрахунку у сфері зовнішньоекономічної діяльності, що встановлюється відповідним законодавством.
Нараховані контролюючим органом суми пені самостійно сплачуються платником податків.